# Topi Sarparanta
Topi Torsten Sarparanta (* 25. Mai 1975 in Kouvola) ist ein ehemaliger finnischer Nordischer Kombinierer. Er startete 1998 für Finnland bei den Olympischen Winterspielen.

## Karriere
Als 18-Jähriger debütierte Topi Sarparanta im Weltcup der Nordischen Kombination. Am 11. Dezember 1993 startete er beim Weltcup in St. Moritz im Gunderson-Wettbewerb und belegte in seinem ersten Rennen den siebten Platz. In der Saison 1993/94 nahm er nicht nur am Weltcup, sondern auch an den Nordischen Junioren-Skiweltmeisterschaften in der österreichischen Gemeinde Breitenwang teil. Dort startete er gemeinsam mit Simo Jääskeläinen und Hannu Manninen. Das Trio gewann hinter dem norwegischen Team und vor dem Gastgeber Österreich die Silbermedaille. Nach seinen Leistungen in der Saison wurde er von Suomen Olympiakomitea für die Olympischen Winterspiele 1994 im norwegischen Lillehammer nominiert. Er startete dort sowohl im Einzel auch in der Mannschaft. Nachdem er im Einzel nur den 20. Platz belegt hatte, startete er gemeinsam mit Jari Mantila und Tapio Nurmela für Finnland im Team-Wettbewerb und belegte am Ende einen schwachen achten Platz. Nach den Olympischen Spielen konnte er noch sein bestes Resultat im Weltcup erreichen. Beim Weltcup in Sapporo belegte er den 5. Platz. Diesen Platz konnte er noch zwei weitere Male im Weltcup der Nordischen Kombination belegen. Im Gesamtweltcup der Saison 1993/94 belegte er mit insgesamt 334 Punkten den 13. Platz. Diese Platzierung war seine beste in seiner gesamten Karriere.
Am 16. November 1995 startete beim B-Weltcup im heimischen Taivalkoski und konnte dort seinen ersten und einzigen Sieg im B-Weltcup erreichen. Dabei sicherte er sich den Sieg vor seinem Landsmann Teemu Summanen und dem Franzosen Étienne Gouy. Am 20. Januar 1996 in Liberec und am 23. Februar 1996 in Trondheim konnte er erneut den fünften Platz im Weltcup belegen. Am Ende der Saison hatte er mit 394 Punkten mehr Punkte als in der Saison 1993/94 auf dem Konto. In der Gesamtwertung der Saison 1995/96 reichte diese Punktzahl nur für den 22. Rang.
Am 17. Dezember 1997 belegte er zum zweiten Mal in seiner Karriere im B-Weltcup das Podium. Beim Heim-B-Weltcup in Vuokatti musste er sich nur dem Russen Dmitri Sinizyn geschlagen geben. Die Saison 1997/98 war seine letzte Saison im Weltcup der Nordischen Kombination, und in der Gesamtwertung belegte er mit 202 Punkten den 44. Platz. In der Saison 1998/99 konnte er nochmals im B-Weltcup für Furore sorgen. Beim B-Weltcup in der estnischen Gemeinde Otepää belegte er am 18. Dezember 1998 hinter Michael Gruber aus Österreich und vor seinem Landsmann Tony Kilponen den zweiten Platz.